# BR-080
Pour les articles homonymes, voir Route 80.

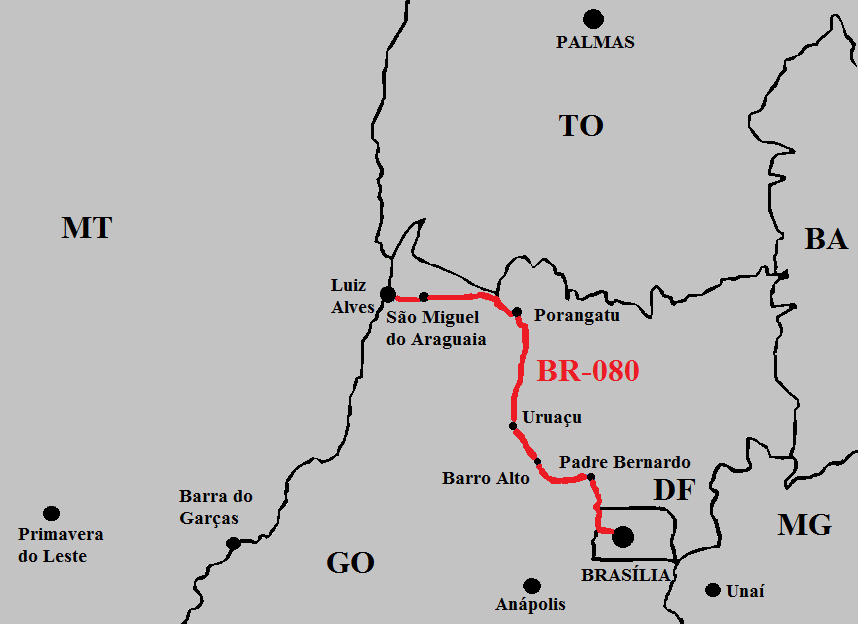
Tracé de la BR-080

La BR-080 est une route fédérale du Brésil. Son point de départ se situe à Brasília, la capitale fédérale du pays, et elle s'achève à Uruaçu, dans l'État de Goiás. Elle traverse le District fédéral et l'État de Goiás.
Elle dessert, entre autres villes :
- Padre Bernardo (Goiás) ;
- Barro Alto (Goiás).

Il existe un tronçon déjà prévu de la BR-080 entre Uruaçu et Vila Ribeirão Bonito (Mato Grosso), passant par São Miguel do Araguaia (Goiás). Selon le projet original, elle devrait atteindre la région connue comme Cabeça do Cachorro (« Tête de chien »), au nord-ouest de l'État d'Amazonas, à la frontière entre le Brésil et la Colombie, sur le territoire de la municipalité de São Gabriel da Cachoeira.
Mais cette partie du projet est pour l'instant abandonnée pour cause d'énormes difficultés techniques pour sa réalisation, et parce qu'il n'est pas considéré comme étant une œuvre prioritaire. Il prévoyait de passer par les villes de :
- Jacareacanga (Pará) ;
- Manaus (Amazonas) ;
- Manacapuru (Amazonas) ;
- São Gabriel da Cachoeira (Amazonas).

La longueur totale de la route serait de 3 250 km, mais 228,30 seulement sont construits.

## Galerie

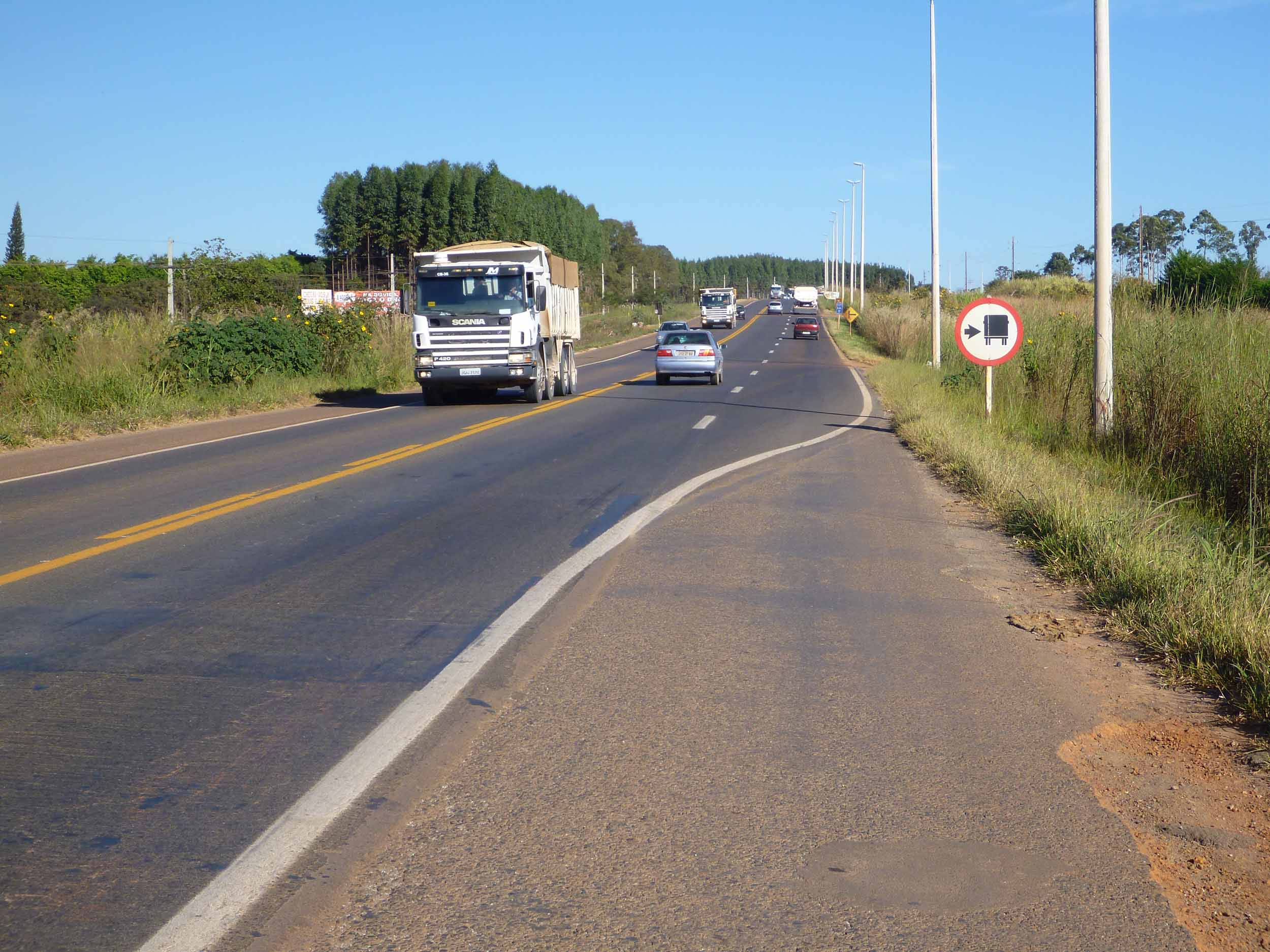
BR-080 à Goiás